# Oliver Bozanic
Oliver John Bozanic (Sydney, 8 gennaio 1989) è un calciatore australiano, centrocampista del Western Sydney Wanderers.

## Biografia
Anche suo padre Vic Bozanic è stato un calciatore.

## Palmarès

### Club

#### Competizioni nazionali
- Campionato australiano: 2

Central Coast Mariners: 2011-2012, 2012-2013
- FFA Cup: 1

Melbourne Victory: 2015